# Henry Ussing (præst)
 Der er flere personer med dette navn, se Henry Ussing.
Henry Braëm Ussing (født 2. juli 1855 i København, død 30. oktober 1943 på Frederiksberg) var en dansk teolog og stiftsprovst, søn af J.L. Ussing og far til Henry Ussing.
Ussing blev student 1873 fra Metropolitanskolen, teologisk kandidat 1877 og lic. theol. (på en afhandling om Den christelige Vished) 1883. Ussings fremragende videnskabelige evner pegede hen mod universitetet, men han valgte præstevejen og blev 1882 sognepræst i Vejlby ved Aarhus. 
Da Carl Jacobsen havde bygget Jesuskirken i Valby, kaldede han Ussing til denne kirke 1891, og her virkede Ussing, fra 1909 tillige som provst for Københavns Vestre Provsti, indtil han 1915 blev sognepræst ved Vor Frue Kirke og stiftsprovst. Som prædikant hørte Ussing til de betydeligste i sin tid, og han har altid samlet en stor menighed. 
Hans interesser spændte over næsten alle teologiske discipliner, og på flere af dem har han ydet noget overordentligt. I første række må nævnes hans store missionshistorie: Evangeliets Sejrsgang ud over Jorden (1. udgave 1902), fremdeles hans ovennævnte disputats og Frants af Assisi (1894). 
Men Ussing har også i det praktiske kirkelige arbejde været en fører på flere og store områder, i søndagsskolesagen, i kirkeforfatningssagen og frem for alt i den københavnske kirkesag. For vækkelsesbevægelsen i den danske folkekirke har han arbejdet meget, ligeså for Bibelskolen, hvis formand han var. Ussing var også formand for Kirkeligt Landsforbund af 1911 og for udvalget for de danske udgravninger i Palæstina og medlem af en række kirkelige bestyrelser.
1939-40 udkom i to bind hans erindringer, Min Livsgerning, som jeg har forstaaet den. Han blev Ridder af Dannebrog 1898, Dannebrogsmand 1920, Kommandør af 2. grad 1922 og af 1. grad 1932. Henry Ussing er begravet på Vestre Kirkegård i København.
Der findes portrætmalerier af Johanne Krebs fra 1915 (familieeje), Hans Henningsen fra 1926 og Laurits Tuxen fra 1915 i Domkirken i København. Buste af Ludvig Brandstrup fra 1915 (Jesuskirkens skriftestol). Tuschtegning af Alfred Schmidt fra 1916.